# 'No Way To Prevent This,' Says Only Nation Where This Regularly Happens
No Way To Prevent This', Says Only Nation Where This Regularly Happens (traduïble de l'anglès com a «"No hi ha manera de prevenir-ho", diu l'única nació on això hi ocorre habitualment») és el títol d'una sèrie d'articles satírics de The Onion sobre la freqüència dels tiroteigs massius als Estats Units i la manca d'accions preses després d'aquests tiroteigs. Cada article té una extensió d'unes 200 paraules, detallant la ubicació del tiroteig i el nombre de víctimes. Aquests son els únics detalls originals, ja que la resta de l'escrit es manté pràcticament igual. Un resident fictici —normalment d'un estat on no s'ha produït el tiroteig— diu que el tiroteig va ser «una tragèdia terrible», però «no hi ha res que ningú pugui fer per aturar-los». L'article acaba assenyalant que els Estats Units són «l'única nació econòmicament avançada del món on s'han produït aproximadament dos tiroteigs massius cada mes durant els últims vuit anys» i que els estatunidencs es veuen a ells mateixos i la situació com a «indefensos».

## Context
L'article es va publicar per primera vegada el 27 de maig de 2014, després del tiroteig d'Isla Vista. D'ençà llavors, The Onion ha tornat a publicar el mateix article 20 vegades fins al maig de 2022, gairebé textualment, aplicant-hi només canvis menors, per reflectir les especificitats de cada tiroteig. El 2017 l'editor gerent de The Onion Marnie Shure va dir que «cada cop que l'article es republica, enforteix el comentari original deu vegades més.» Després que The Onion republiqués l'article el 14 de febrer de 2018 (després del tiroteig de Stoneman Douglas High School), Jason Roeder, l'escriptor de l'article original de 2014, va piular a Twitter que «no sabia pas que s'aplicaria a l'escola secundària i a només una milla de casa meva». El 25 de maig de 2022, després del tiroteig de Robb Elementary School, The Onion va incloure tots els articles que havien escrit des del 2014 a la seva portada en línia.

## Llista d'articles
A data de maig de 2022, The Onion ha publicat l'article 21 vegades.
| #  | Data de publicació     | Tir                          |
| -- | ---------------------- | ---------------------------- |
| 1  | 27 de maig de 2014     | Isla Vista, Califòrnia       |
| 2  | 17 de juny de 2015     | Charleston, Carolina del Sud |
| 3  | 1 d'octubre de 2015    | Roseburg, Oregon             |
| 4  | 3 de desembre de 2015  | San Bernardino, Califòrnia   |
| 5  | 2 d'octubre de 2017    | Las Vegas, Nevada            |
| 6  | 5 de novembre de 2017  | Sutherland Springs, Texas    |
| 7  | 14 de febrer de 2018   | Parkland, Florida            |
| 8  | 18 de maig de 2018     | Santa Fe, Texas              |
| 9  | 13 de setembre de 2018 | Bakersfield, Califòrnia      |
| 10 | 29 d'octubre de 2018   | Pittsburgh, Pennsilvània     |
| 11 | 8 de novembre de 2018  | Thousand Oaks, Califòrnia    |
| 12 | 1 de juny de 2019      | Virginia Beach, Virgínia     |
| 13 | 4 d'agost de 2019      | El Paso, Texas               |
| 14 | 4 d'agost de 2019      | Dayton, Ohio                 |
| 15 | 26 de febrer de 2020   | Milwaukee, Wisconsin         |
| 16 | 17 de març de 2021     | Atlanta, Geòrgia             |
| 17 | 23 de març de 2021     | Boulder, Colorado            |
| 18 | 16 d'abril de 2021     | Indianapolis, Indiana        |
| 19 | 26 de maig de 2021     | San Jose, Califòrnia         |
| 20 | 16 de maig de 2022     | Buffalo, Nova York           |
| 21 | 25 de maig de 2022     | Uvalde, Texas                |
| 22 | 2 de juny de 2022      | Tulsa, Oklahoma              |
| 23 | 6 de juny de 2022      | Chattanooga, Tennessee       |
| 24 | 6 de juny de 2022      | Philadelphia, Pennsylvania   |
| 25 | 4 de juliol de 2022    | Highland Park, Illinois      |
| 26 | 14 d'octubre de 2022   | Raleigh, North Carolina      |
| 27 | 20 de novembre 2022    | Colorado Springs, Colorado   |
| 28 | 23 de novembre de 2022 | Chesapeake, Virginia         |
| 29 | 23 de gener de 2023    | Monterey Park, California    |
| 30 | 24 de gener 2023       | Half Moon Bay, California    |

## Recepció
The New York Times va escriure que «cada vegada que The Onion publica aquest titular en particular, sembla que es viralitza amb més força» i que «amb cada republicació, passa de ser un comentari ploramiques sobre el control d'armes a una reverberació generalitzada de desesperació». Mashable va escriure que «res capta aquesta sensació de frustració i impotència» després dels grans tiroteigs massius, així com d'aquests articles de Onion, afegint que «no hi ha escassetat de treballs brillants a Onion, però cap ha ressonat, ni ha estat tan tràgicament profètic, com la publicació No Way». The Washington Post va escriure que, amb aquests articles, The Onion «sembla captar la frustració i la inutilitat que sentien tantes persones» després dels tiroteigs massius, assenyalant l'augment del trànsit a Internet que atreuen els articles i la popularitat que tenen a les xarxes socials. El Huffington Post cita aquests articles com «alguns dels comentaris més ressonants sobre la total manca d'acció de la nació sobre la violència armada». Continua dient que s'han convertit en «un element bàsic de la resposta de les xarxes socials als tiroteigs massius», citant com són àmpliament compartits a Facebook i Twitter. The Daily Beast va esmentar els articles en una peça titulada «Com The Onion es va convertir en una de les veus més fortes per al control de les armes». De la mateixa manera, Wired en va fer referència en un article sobre el poder satíric de The Onion davant la violència armada, titulat Only The Onion Can Save Us Now.